# 1. Amfibiekompaniet
1.Amfibiekompaniet, även känt som Amfibieinsatskompaniet, var ett kompani bestående av Amfibiesoldater tillhörande värnpliktsorganisationen inom Amfibiebataljonen. Till skillnad från övriga amfibieförband var kompaniet inte enbart båtburet utan även motoriserat med ett tjugotal Bandvagn 208.

## Historia
Kompaniet sattes upp år 2006 då det bestod av soldater som inte var amfibieuttagna. Det visade sig dock snabbt att soldaterna hade svårt att klara kraven som ställdes inom amfibiebataljonen och efter att majoriteten av soldaterna avbrutit utbildningskontrollen Övning Amfibie omorganiserades kompaniet. Samtliga soldater blev amfibieuttagna och med åren formades kompaniets struktur om för att bättre kunna lösa ålagda uppgifter på effektivaste sätt.

## Utbildning och uppgift
Kompaniet var ett lätt skyttekompani som utbildades med samma krav som ett amfibieskyttekompani. Dock med vissa skillnader i utbildningens innehåll eftersom soldaterna prioriterats att i första hand utbildas mot Bandvagn 208. På så vis bidrog kompaniet till att öka bataljonens rörlighet på land avsevärt.
Amfibieinsatskompaniet utgjorde slutligen grunden för det nybildade 205.Amfibieskyttekompaniet. Ett kompani med tillgång till Bandvagn 309 som idag är ett av amfibiebataljonens tre amfibieskyttekompanier.